# 클라라 페레즈
클라라 페레즈(Clara Perez)는 미국의 배우, 텔레비전 배우, 영화배우이다.
카라카스에서 태어났다.

## 영화
- 햄 (2012년)
- 아빠와 반려견 (2011년)
- 러닝 스케어드 (2006년)
- 캐스팅 어바웃 (2004년) - 본인 역